# Новоямская Слобода

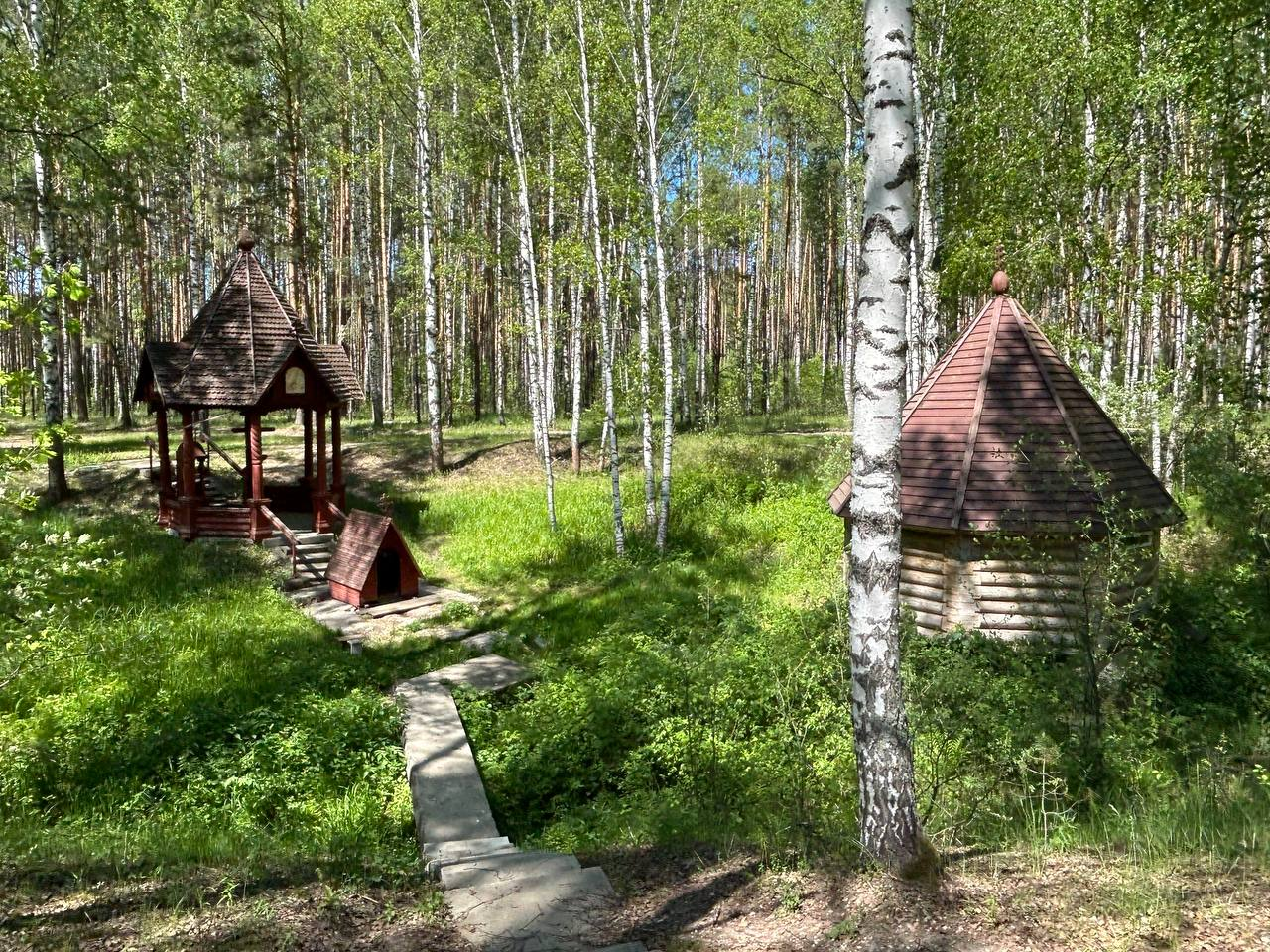
Родники у села Новоямская слобода

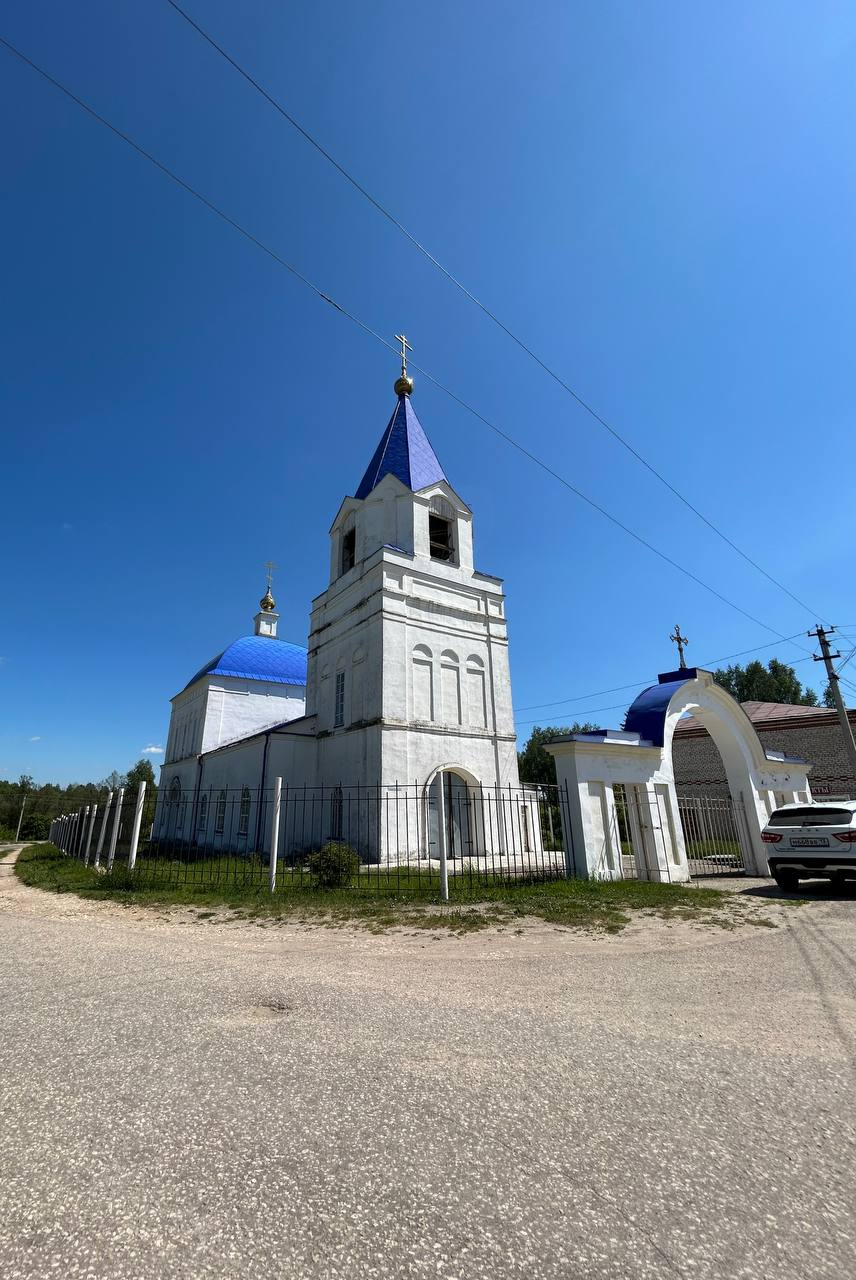
Церковь Успения Пресвятой Богородицы в Новоямской слободе

Новоямская Слобода — село, центр сельской администрации в Ельниковском районе Мордовии.

## География
Расположено на речке Нулуй, в 21 км от районного центра и 88 км от железнодорожной станции Торбеево.

## История
Название-термин: Ямская Слобода — поселение около крепости, где живут ямщики. Основано в 1815 году переселенцами из с. Ямская Слобода (ныне Старая Ямская Слобода Темниковского района). До 1832 г. жители села занимались почтовой гоньбой от г. Темникова до Терка (Северный Кавказ). В «Списке населённых мест Пензенской губернии» (1869) Новоямская Слобода — село из 170 дворов (1142 чел.) Краснослободского уезда. В 1872 году было открыто сельское народное училище, где обучались 57 мальчиков и 3 девочки. По переписи 1913 г., в селе — 321 двор (2110 чел.); земская школа, зернохранилище, маслобойка, просодранка, шерсточесалка, 2 валяльных, синильное, овчинное и 5 торговых заведений, 2 кузницы, кирпичный сарай, 2 пекарни, винная и пивная лавки. В конце 19 в. около села добывали сырьё для железоделательного заводов. В начале 1930-х гг. открылась МТС, были организованы сельпо, колхоз им. Чкалова, с 1960 г. — им. Ленина, специализировавшийся на мясомолочном животноводстве и пчеловодстве. На больших площадях возделывали лён, который перерабатывался на местном заводе в волокно, паклю, масло, в 1997 году колхоз реорганизован в СХПК «Новоямская Слобода». В современном селе — средняя школа, библиотека, Дом культуры, участковая больница, 2 медпункта, 2 магазина, отделения связи и сбербанка; памятник воинам, погибшим в годы Великой Отечественной войны; действующая Успенская церковь (1862).

## Население
| 2002 | 2010 |
| ---- | ---- |
| 373  | ↘280 |

Национальный состав
Согласно результатам Всероссийской переписи населения 2002 года, в национальной структуре населения русские составляли 85 %.

## Источник
- Энциклопедия Мордовия, М. Е. Митрофанова.